# لويس ليبي
لويس ليبي (بالإنجليزية: Scooter Libby) (الملقب باسم سكوتر) (22 اغسطس 1950) المدير السابق لمكتب نائب الرئيس الأميركي ديك تشيني بين عامي 2001 و2005 حيث استقال من منصبه ولاحقا وجهت له أتهامات بتهمة الإدلاء بشهادة كاذبة وعرقلة عمل القضاء.

## حياته الشخصية
لقد عُرف ليبي منذ طفولته باسم 'سكوتر' ("Scooter") أي الدراجة نظراً إلى طاقته الكبيرة، متزوج من هاريت جرانت ولهما طفلان. تخرج من جامعة ييل العام 1972، وحصل على شهادة في القانون من جامعة كولومبيا العام 1975.

## حياته العملية
عمل محامياً قبل الالتحاق بالحكومة الفيدرالية العام 1981، عندما التحق بوزارة الخارجية، وقد عمل مستشاراً قانونياً للكونغرس فيما يتعلق بالشؤون العسكرية. خلال رئاسة جورج بوش الأب عمل بوزارة الدفاع في القضايا الاستراتيجية، ثم تم تعيينه وكيلاً لوزارة الدفاع للشئون السياسية. في فترة رئاسة جورج بوش الابن عمل كمدير مكتب نائب الرئيس الأميركي ديك تشيني من عام 2001 إلى 2005 حيث أستقال بعد فضيحة تسريب المعلومات التي أتهم بعرقلة التحقيق فيها.

## تورطه في عرقلة التحقيق في فضيحة التسريب

### تفاصيل الفضيحة
في يوليو 2003، اتهم الدبلوماسي جوزف ويلسون إدارة جورج بوش الابن بالكذب بشأن محاولة العراق شراء اليورانيوم من النيجر، ما شكل إحدى أبرز الحجج لتبرير اجتياح العراق في مارس 2003. وكشفت الصحف حينها أن زوجة ويلسون، فاليري بليم، هي عميلة لدى وكالة الاستخبارات المركزية الأمريكية. وقامت واشنطن بإطلاق الشائعات على مدى أشهر، لكن في سبتمبر، اعترف مساعد وزير الخارجية الأسبق ريتشارد ارميتاج بأنه كان وراء تسريب هذه المعلومات السرية جدا للصحف، مشيراً إلى أنه قام بذلك عن غير قصد. أما كارل روف أحد أبرز مستشاري الرئيس بوش، فاتهم بأنه المصدر الثاني للتسريب.

### التحقيق مع ليبي في الفضيحة
خلال التحقيق، قال ليبي بعد أن أدى قسم اليمين إنه أبدى إعجابه حين علم بهوية فاليري بليم في 10 يوليو 2003، في حين ان الادعاء قال إنه ناقش هذا الموضوع مع تسعة أشخاص على الأقل طوال الشهر الذي سبق. لكن باتريك فيتزجيرالد، القائد الرئيس في لجنة التحقيق في فضيحة السريب، أكد أنه لن تتم ملاحقة أحد عن التسريب. وتمت ملاحقة ليبي فقط لأنه قام خلال التحقيق بالكذب بشأن حديثه مع ثلاثة صحافيين في يوليو 2003.

### أتهامه رسميا بعرقلة التحقيق ومحاكمته
في 28 أكتوبر 2005 بعد تحقيق استمر قرابة عامين وجهت له رسمياً تهم بشأن تسريب معلومات وكالة الاستخبارات المركزية الأمريكية، واستقال من منصبه في مكتب نائب الرئيس ديك تشيني مباشرة وقد قبلت استقالته على الفور. في آخر جلسة تم الحكم عليه في يوم الثلاثاء 5 يونيو 2007 بالسجن سنتين ونصف السنة ودفع غرامة قدرها 250 ألف دولار، بتهمة الإدلاء بشهادة كاذبة وعرقلة عمل القضاء في إطار فضيحة سياسية إعلامية مرتبطة بالحرب على العراق، وقد طالب باستئناف الحكم الصادر ضده، لكن بعد أيام أصدر الرئيس جورج بوش الابن عفوا أسقط فيه عقوبة السجن فقط مع الأبقاء على كافة العقوبات الأخرى كما هي مبررا ذلك بأن سكوتر قد لطخ اسمه إلى الأبد وان العقوبات التي تم الإبقاء عليها (الغرامة المالية و 400 ساعة خدمة مجتمع) هي كافيه لمعاقبته.